# 다누타 샤플라르스카

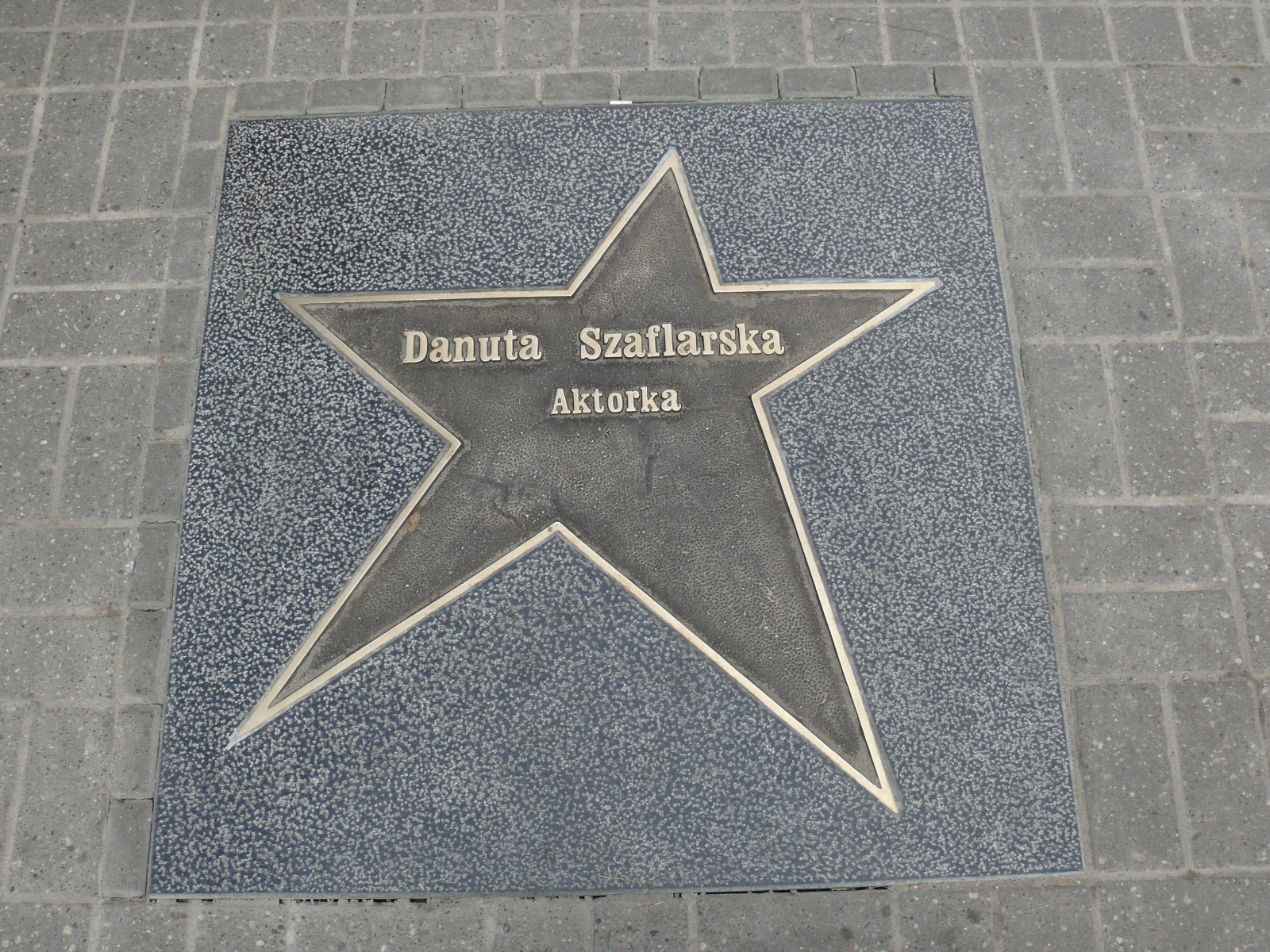
우치 명예의 거리에 새겨진 다누타 샤플라르스카의 별

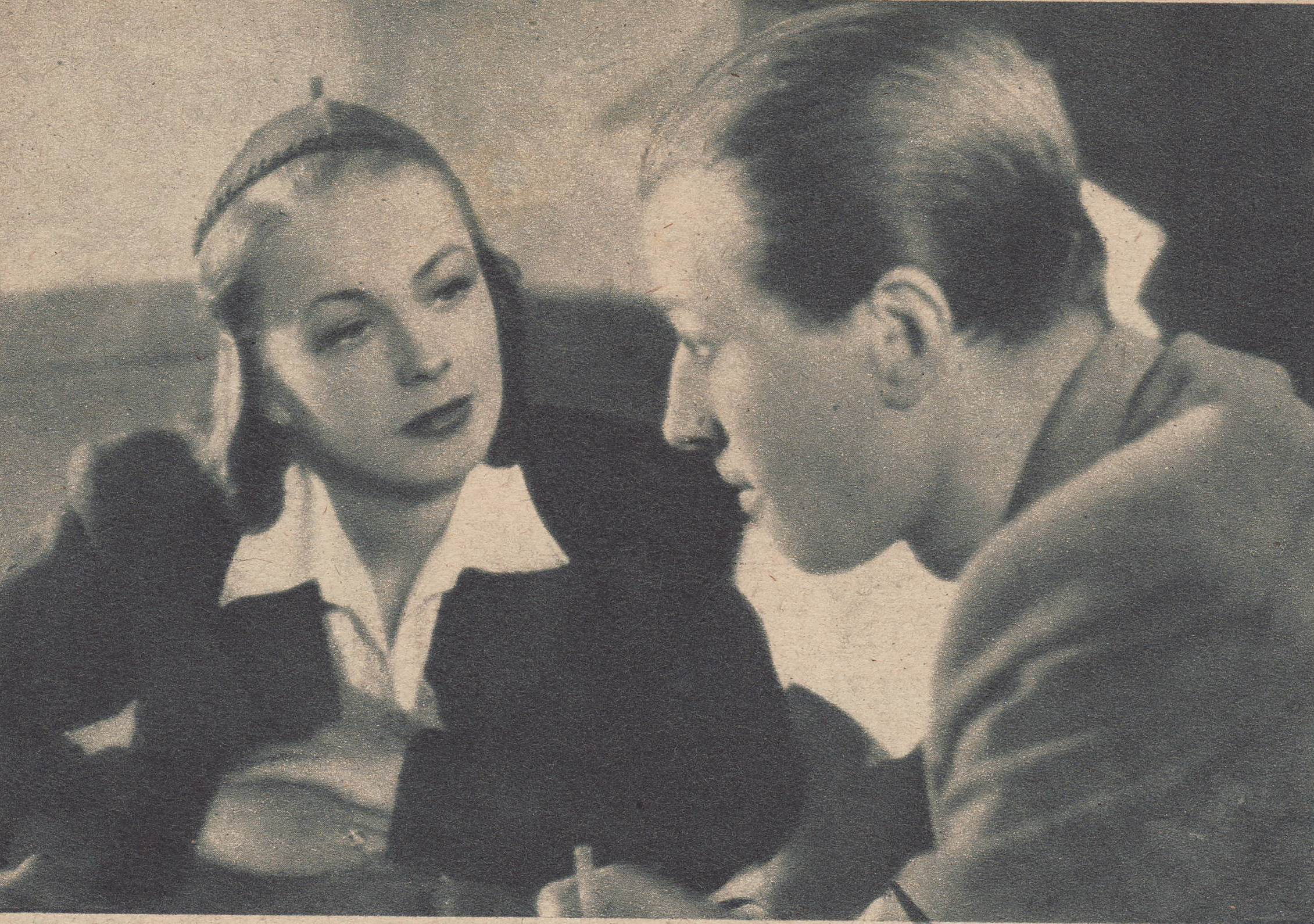
영화 《Zakazane piosenki》(1947)에서의 모습

다누타 샤플라르스카(Danuta Szaflarska, 1915년 2월 6일 ~ 2017년 2월 19일)는 폴란드의 배우이다. 2008 폴란드 영화상 여우주연상 수상자이다.

## 출연 작품
- 노 매터 하우 하드 위 트라이드 (2014)
- 하우 머치 더즈 더 트로얀 호스 웨이? (2008)
- 죽어야할 때 (2006)